# Saint-Clément-des-Baleines
Pour les articles homonymes, voir Saint-Clément.
Saint-Clément-des-Baleines est une commune du sud-ouest de la France, située sur l'île de Ré, dans le département de la Charente-Maritime (région Nouvelle-Aquitaine). Ses habitants sont appelés les Villageois et les Villageoises.

## Géographie

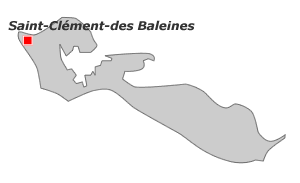
Situation de Saint-Clément sur l'île de Ré.

Commune à la pointe ouest de l'Île de Ré regroupant plusieurs villages ou hameaux : le Gillieux, le Chabot, la Tricherie, le Griveau, le Godinand.
- Pas de port.
- Un phare sur terre, le phare des Baleines et un en mer, le phare des Baleineaux placé sur un haut fond, le « Haut Banc du Nord ».
- Très belles plages au nord (plage de la conche des Baleines, surveillée en saison) et à l'ouest (plage de la côte sauvage) bordées de grandes dunes. En mer, c'est une zone rocheuse à la navigation difficile, écluse à poissons visible à marée basse.
- Forte présence de blockhaus du mur de l'Atlantique (Seconde Guerre mondiale) et qui sont détruits en septembre 2016. Les premières scènes du film Le jour le plus long furent tournées sur la plage nord, d'autres à Rivedoux-Plage.

## Urbanisme

### Typologie
Au 1er janvier 2024, Saint-Clément-des-Baleines est catégorisée commune rurale à habitat dispersé, selon la nouvelle grille communale de densité à 7 niveaux définie par l'Insee en 2022.
Elle appartient à l'unité urbaine d'Ars-en-Ré, une agglomération intra-départementale dont elle est une commune de la banlieue,. La commune est en outre hors attraction des villes,.
La commune, bordée par l'océan Atlantique, est également une commune littorale au sens de la loi du 3 janvier 1986, dite loi littoral. Des dispositions spécifiques d’urbanisme s’y appliquent dès lors afin de préserver les espaces naturels, les sites, les paysages et l’équilibre écologique du littoral, tel le principe d'inconstructibilité, en dehors des espaces urbanisés, sur la bande littorale des 100 mètres, ou plus si le plan local d’urbanisme le prévoit.

### Occupation des sols
L'occupation des sols de la commune, telle qu'elle ressort de la base de données européenne d’occupation biophysique des sols Corine Land Cover (CLC), est marquée par l'importance des zones humides (42,6 % en 2018), une proportion identique à celle de 1990 (42,6 %). La répartition détaillée en 2018 est la suivante : 
zones humides côtières (42,6 %), zones agricoles hétérogènes (13,5 %), zones urbanisées (13 %), cultures permanentes (10 %), forêts (8,1 %), espaces verts artificialisés, non agricoles (8 %), milieux à végétation arbustive et/ou herbacée (4,1 %), espaces ouverts, sans ou avec peu de végétation (0,8 %). L'évolution de l’occupation des sols de la commune et de ses infrastructures peut être observée sur les différentes représentations cartographiques du territoire : la carte de Cassini (XVIIIe siècle), la carte d'état-major (1820-1866) et les cartes ou photos aériennes de l'IGN pour la période actuelle (1950 à aujourd'hui).

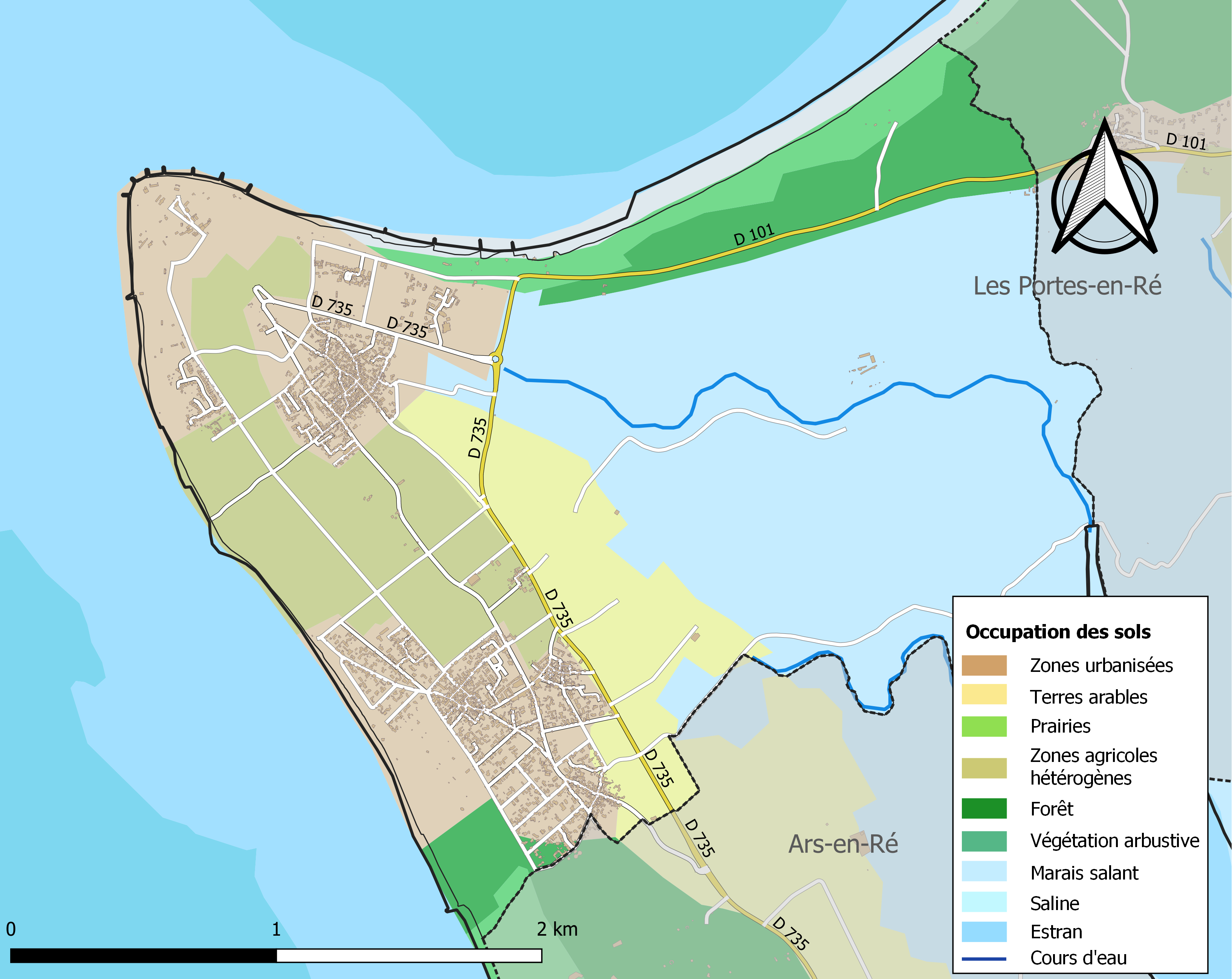
Carte des infrastructures et de l'occupation des sols de la commune en 2018 (CLC).

### Risques majeurs
Le territoire de la commune de Saint-Clément-des-Baleines est vulnérable à différents aléas naturels : météorologiques (tempête, orage, neige, grand froid, canicule ou sécheresse), inondations, feux de forêts, mouvements de terrains et séisme (sismicité modérée). Il est également exposé à un risque technologique,  le transport de matières dangereuses. Un site publié par le BRGM permet d'évaluer simplement et rapidement les risques d'un bien localisé soit par son adresse soit par le numéro de sa parcelle.

#### Risques naturels
La commune fait partie du territoire à risques importants d'inondation (TRI) de La Rochelle-Île de Ré, regroupant 21 communes concernées par un risque de submersion marine de la zone côtière, un des 21 TRI qui ont été arrêtés fin 2012 sur le bassin Loire-Bretagne et confirmé en 2018 lors du second cycle de la Directive inondation. Les submersions marines les plus marquantes des XXe et XXIe siècles antérieures à 2019 sont celles liées à la tempête du 9 février 1924, à la tempête du 15 février 1957, aux tempêtes Lothar et Martin des 26 et 27 décembre 1999 et à la tempête Xynthia des 27 et 28 février 2010. Cette tempête a eu pour conséquence l’instauration de zones de solidarité, où les parcelles considérées comme trop dangereuses pour y maintenir des maisons pouvaient à terme être expropriées (Loix, La Flotte, Nieul-sur-Mer, La Rochelle,…). Des cartes des surfaces inondables ont été établies pour trois scénarios : fréquent (crue de temps de retour de 10 ans à 30 ans), moyen (temps de retour de 100 ans à 300 ans) et extrême (temps de retour de l'ordre de 1 000 ans, qui met en défaut tout système de protection),. La commune a été reconnue en état de catastrophe naturelle au titre des dommages causés par les inondations et coulées de boue survenues en 1982, 1983, 1999 et 2010,.
Saint-Clément-des-Baleines est exposée au risque de feu de forêt, un massif classé à risque dans le plan départemental de protection des forêts contre les incendies (PDPFCI), élaboré pour la période 2017-2026 et qui fait suite à un plan 2007-2016. Les mesures individuelles de prévention contre les incendies sont précisées par divers arrêtés préfectoraux et s’appliquent dans les zones exposées aux incendies de forêt et à moins de 200 mètres de celles-ci. L’article L.131-1 du code forestier et l’arrêté du 2 décembre 2020 règlementent l'emploi du feu en interdisant notamment d’apporter du feu, de fumer et de jeter des mégots de cigarette dans les espaces sensibles et sur les voies qui les traversent sous peine de sanctions. Un autre arrêté du 2 décembre 2020 rend le débroussaillement obligatoire, incombant au propriétaire ou ayant droit,,,.

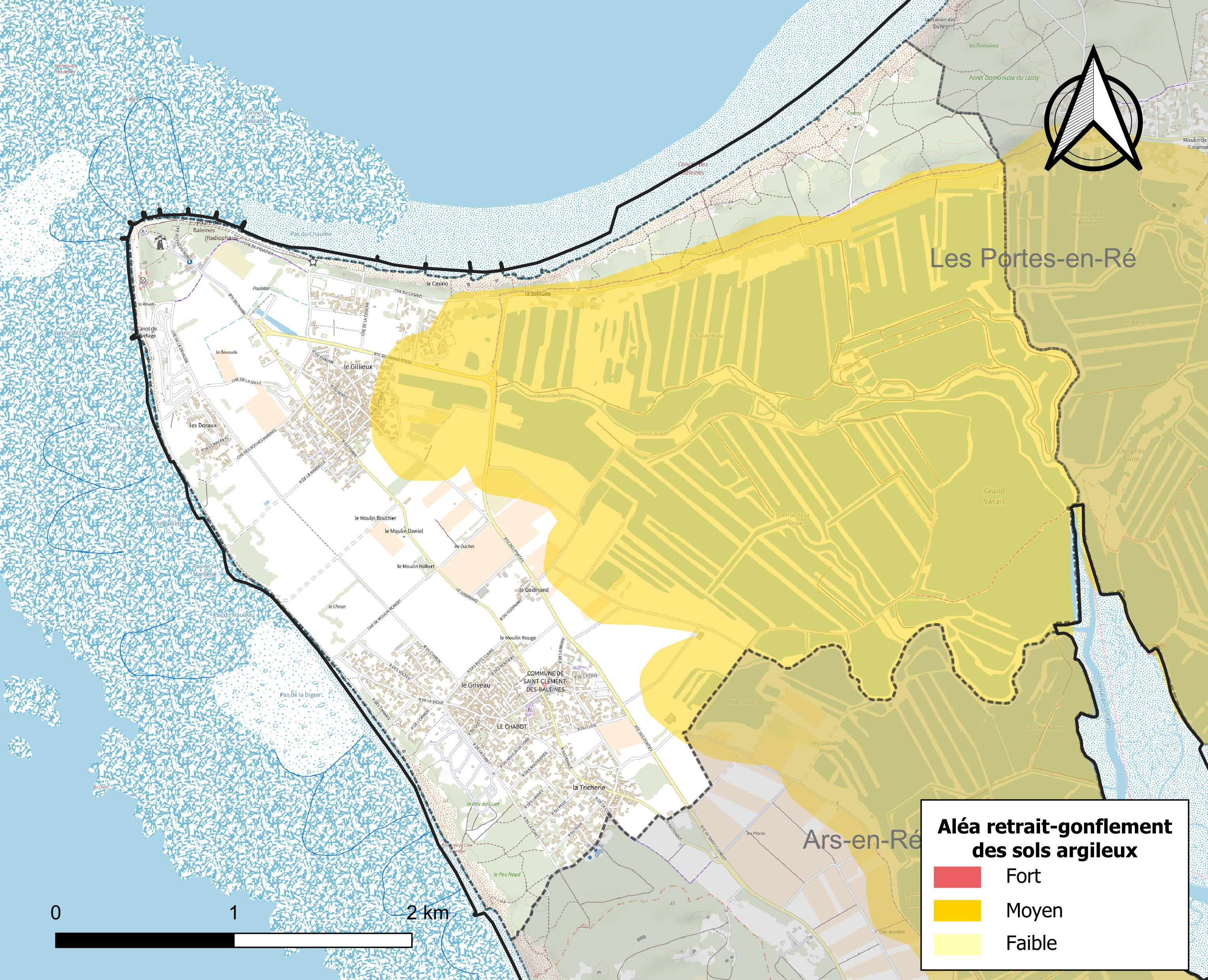
Carte des zones d'aléa retrait-gonflement des sols argileux de Saint-Clément-des-Baleines.

Les mouvements de terrains susceptibles de se produire sur la commune sont des tassements différentiels.
Le retrait-gonflement des sols argileux est susceptible d'engendrer des dommages importants aux bâtiments en cas d’alternance de périodes de sécheresse et de pluie. 54,9 % de la superficie communale est en aléa moyen ou fort (54,2 % au niveau départemental et 48,5 % au niveau national). Sur les 1 378 bâtiments dénombrés sur la commune en 2019,  71 sont en aléa moyen ou fort, soit 5 %, à comparer aux 57 % au niveau départemental et 54 % au niveau national. Une cartographie de l'exposition du territoire national au retrait gonflement des sols argileux est disponible sur le site du BRGM,.
Par ailleurs, afin de mieux appréhender le risque d’affaissement de terrain, l'inventaire national des cavités souterraines permet de localiser celles situées sur la commune.
Concernant les mouvements de terrains, la commune a été reconnue en état de catastrophe naturelle au titre des dommages causés par la sécheresse en 2003 et par des mouvements de terrain en 1999 et 2010.

#### Risques technologiques
Le risque de transport de matières dangereuses sur la commune est lié à sa traversée par une ou des infrastructures routières ou ferroviaires importantes ou la présence d'une canalisation de transport d'hydrocarbures. Un accident se produisant sur de telles infrastructures est susceptible d’avoir des effets graves sur les biens, les personnes ou l'environnement, selon la nature du matériau transporté. Des dispositions d’urbanisme peuvent être préconisées en conséquence.

## Activité
- Agriculture, vigne, pomme de terre (AOC).
- Marais salants.
- Tourisme.

## Toponymie
Le nom de la commune provient du fait que l'église paroissiale ait été dédiée à saint Clément, quant à la référence aux baleines, elle viendrait des nombreux échouages de cétacés sur ses plages jusqu’au début du XXe siècle.

## Histoire
- Du nom "des Baleines" :
  - Pline l'Ancien parle de 300 baleines échouées sur une pointe du golfe d'Aquitaine.
  - 1522, Madame de La Tremoîlle demande 7 ou 800 livres de baleines à Thibaud Maroys son receveur de "l'Isle de Rhé".
  - 1582, 31 décembre, le capitaine Bruneau de Rivedoux parle d'un échouage.
  - 1584, Nicolas Herbin, notaire des seigneuries d'Ars et Loix (voir "Histoire" page Île de Ré), parle d'un échouage de baleine.
  - 1586, Nicolas Herbin, échouage à la pointe d'Ars (voir "Histoire" page Île de Ré).
  - 1680, mi-février, Jehan Seignette, médecin à La Rochelle, observation et dissection une "baleine des basques" de 15 mètres.
  - 1851-1853  : Les habitants de Saint Clément formulent une première demande de détachement de la commune d'Ars -en-ré, refusée par le Ministère de l'Intérieur. Il accorda toutefois une section électorale et un adjoint spécial avec fonction de Maire.
- 1874 : Faisant suite à une nouvelle pétition soumise à la préfecture en 1873[24], création de la commune de Saint-Clément-des-Baleines, par détachement de la commune d'Ars-en-Ré de cinq hameaux (le Gillieux, le Chabot, la Tricherie, le Griveau, le Godinand).

## Administration

### Liste des maires
| Période                                  | Période  | Identité          | Étiquette | Qualité |
| ---------------------------------------- | -------- | ----------------- | --------- | ------- |
| 1965                                     | 1978     | Fernand Bonnin    |           |         |
| 1978                                     | 1983     | Gaston Giraudeau  |           |         |
| 1983                                     | 1989     | André Puaud       |           |         |
| 1989                                     | 1995     | Léon Massé        |           |         |
| 1995                                     | 2001     | Jacques Neveur    |           |         |
| 2001                                     | 2001     | Renée Planchon    |           |         |
| 2001                                     | 2008     | Katia Puaud-Noyer | PS        |         |
| 2008                                     | 2020     | Gilles Duval      |           |         |
| 2020                                     | En cours | Lina Besnier      |           |         |
| Les données manquantes sont à compléter. |          |                   |           |         |

## Démographie

### Évolution démographique
L'évolution du nombre d'habitants est connue à travers les recensements de la population effectués dans la commune depuis 1876. Pour les communes de moins de 10 000 habitants, une enquête de recensement portant sur toute la population est réalisée tous les cinq ans, les populations de référence des années intermédiaires étant quant à elles estimées par interpolation ou extrapolation. Pour la commune, le premier recensement exhaustif entrant dans le cadre du nouveau dispositif a été réalisé en 2004.

En 2022, la commune comptait 712 habitants, en évolution de +13,38 % par rapport à 2016 (Charente-Maritime : +4,04 %, France hors Mayotte : +2,11 %).
| 1876  | 1881  | 1886 | 1891 | 1896 | 1901 | 1906 | 1911 | 1921 |
| ----- | ----- | ---- | ---- | ---- | ---- | ---- | ---- | ---- |
| 1 050 | 1 030 | 968  | 924  | 866  | 790  | 743  | 712  | 603  |

| 1926 | 1931 | 1936 | 1946 | 1954 | 1962 | 1968 | 1975 | 1982 |
| ---- | ---- | ---- | ---- | ---- | ---- | ---- | ---- | ---- |
| 554  | 472  | 479  | 414  | 426  | 439  | 490  | 480  | 516  |

| 1990 | 1999 | 2004 | 2006 | 2009 | 2014 | 2019 | 2022 | - |
| ---- | ---- | ---- | ---- | ---- | ---- | ---- | ---- | - |
| 607  | 728  | 716  | 726  | 721  | 632  | 682  | 712  | - |

## Lieux et monuments
- Le phare des Baleines (57 mètres, 1854) et l'ancienne tour Vauban (27 mètres, 1682). Phare «d'atterrissage» des bateaux arrivant du grand large. Lieu le plus visité de l'île de Ré.
- Le sémaphore (Marine Nationale)
- L'église Saint-Clément construite en 1842 et 1843 par deux entrepreneurs du Griveau, Pierre Pentecôte et Emmanuel Pathouot, sur un espace cultivé qui appartenait aux membres de la fabrique. Les travaux furent réalisés en dehors des formes légales et sans le concours de l’administration municipale. La participation des habitants fut par contre totale, 4 menuisiers, 5 charpentiers, serruriers, ferblantiers, vitriers, peintres, marbriers, tailleurs de pierre et bien d’autres. Depuis 1929, le clocher abrite une cloche baptisée « Suzanne » sonnant un Si bémol. Un nouvel orgue électronique remplace depuis le 24 mars 2019 un vieil harmonium.
- Le hangar de l'ancien canot de sauvetage.
- L'Écluse à poissons
- Les grandes plages de sable de la côte nord.
- Les blockhaus du mur de l'Atlantique (Seconde Guerre mondiale)
- Le restaurant Le Chat Botté a reçu, en mai 1992, le Président de la République François Mitterrand et le chancelier allemand Helmut Kohl pour un déjeuner officiel. Créé en 1921, ce restaurant a accueilli au cours de sa longue histoire de nombreuses personnalités, et notamment : Robert Mitchum, Claude Nougaro, Nathalie Baye, Emmanuelle Béart, Guy Bedos, Michel Piccoli, Lionel Jospin, Fabrice Luchini, André Dussollier, Sabine Azéma, Claude Lelouch, Sonia Rykiel, Sandrine Kiberlain, etc.

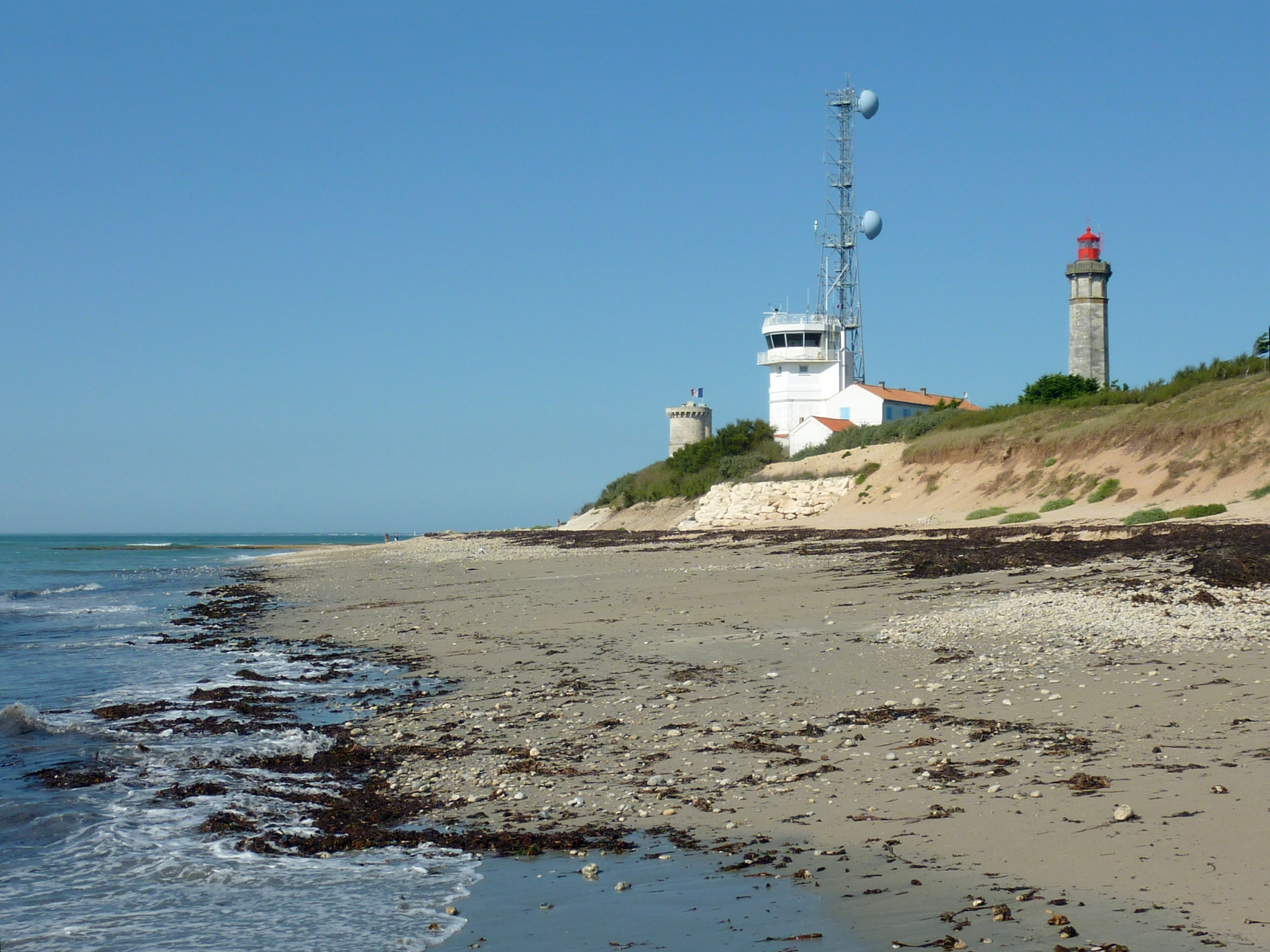
L'ancienne tour Vauban, le phare des Baleines et le sémaphore.
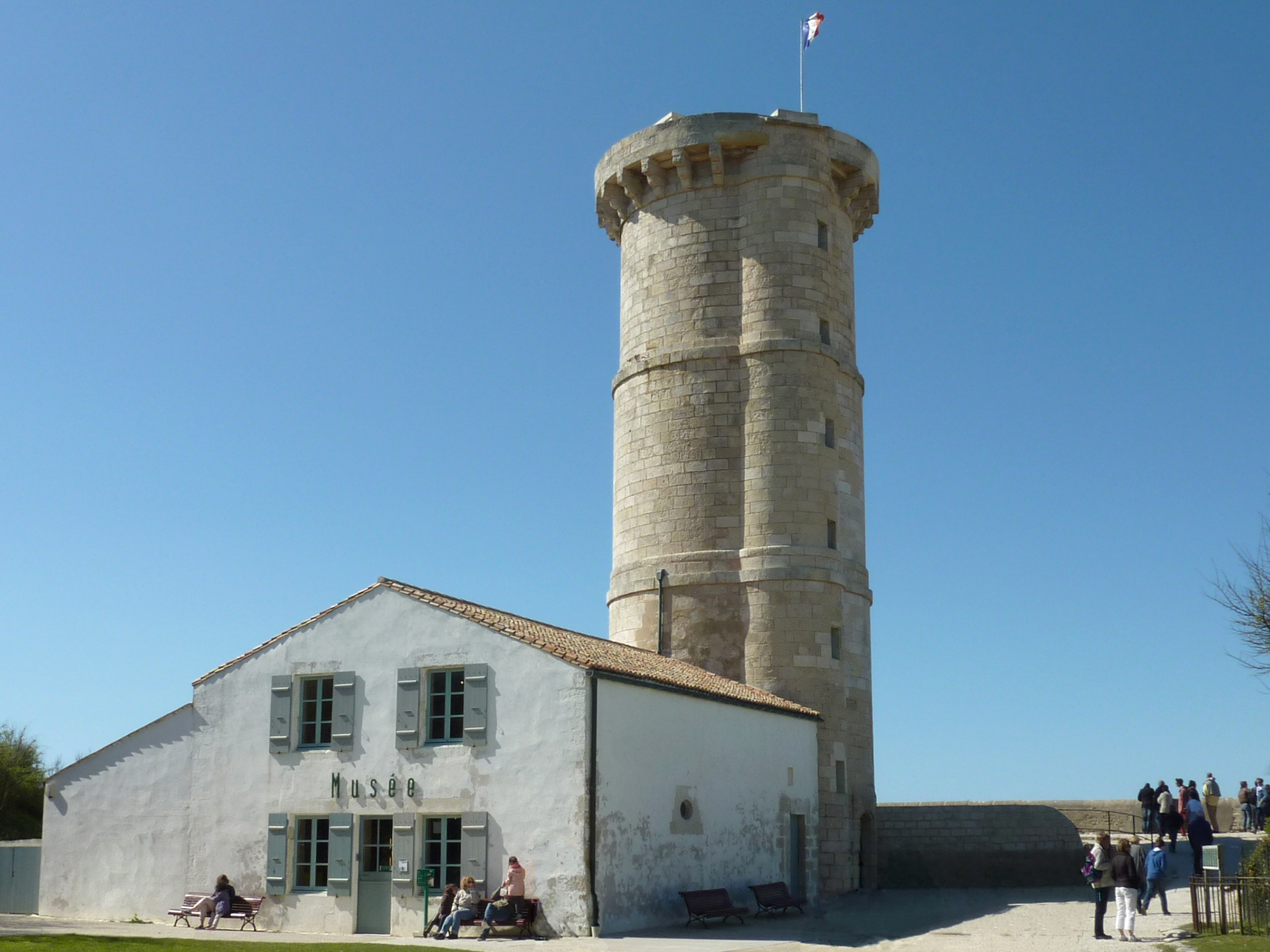
Musée consacré aux phare et balises.
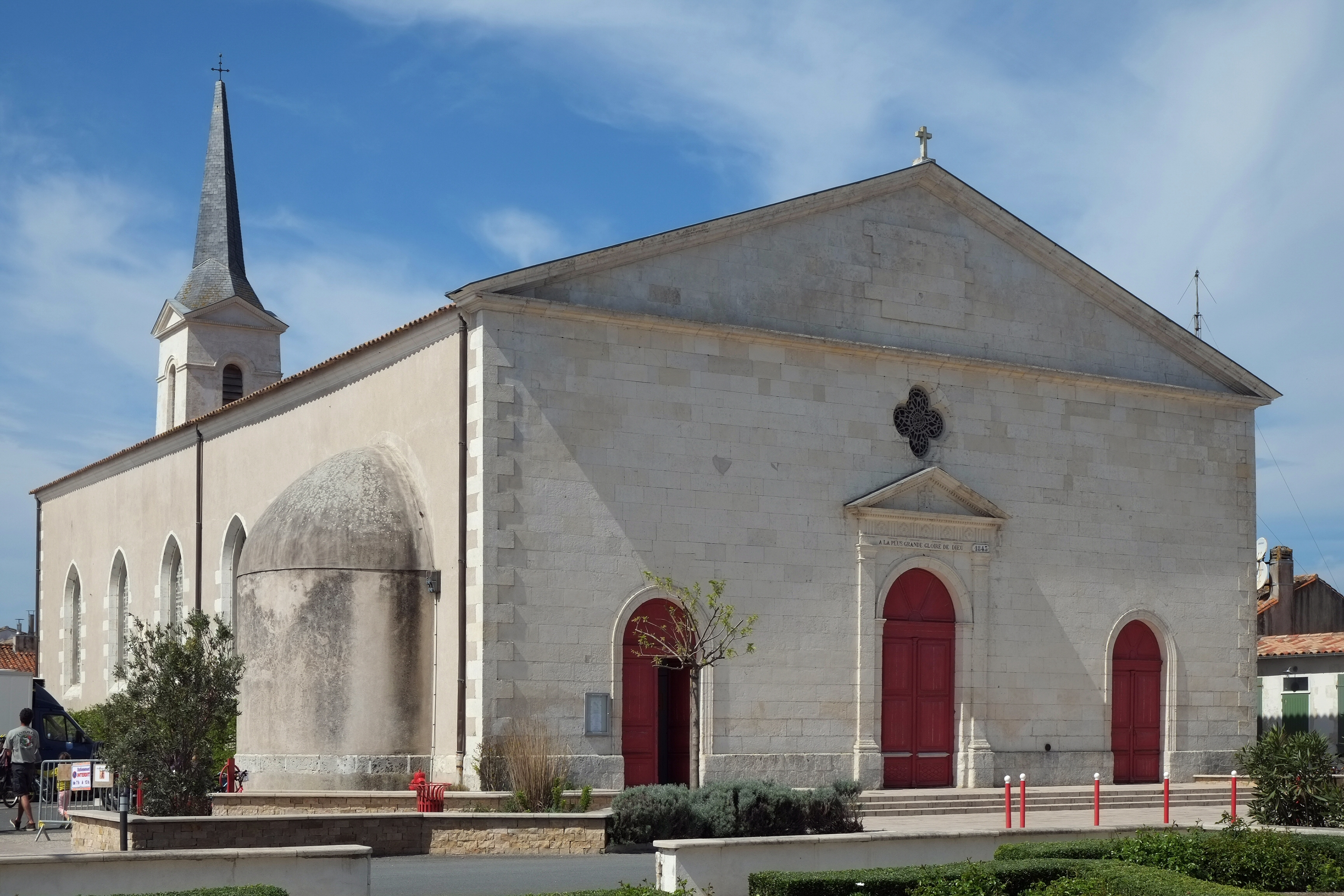
Église Saint-Clément.
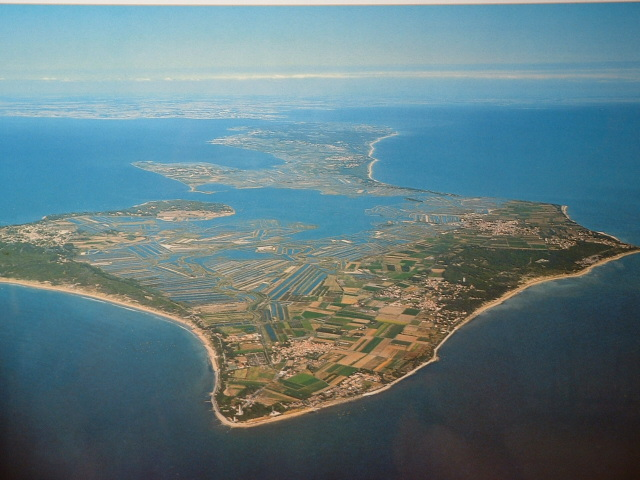
À la pointe ouest de l'île de Ré (en bas à gauche)  les plages de la conche des Baleines et Saint-Clément-des-Baleines en bas à la pointe.

## Personnalités liées a la commune
- Le journaliste et écrivain Henri Béraud y possédait une maison, où il est décédé en 1958. Cette maison a ensuite été un temps la propriété de Jean-Max Tassel, marié alors à Christiane Bouquet mère de Carole Bouquet, qui l'aurait rachetée pour environ 10 millions de francs[29].
- Le prince Souvanna Phouma, Premier ministre du royaume du Laos, y possédait une maison. Son épouse est enterrée dans le cimetière communal.

## Héraldique
| Blason à dessiner | Blason  | Parti: au 1er de gueules au chevron d'or renversé, chargé de cinq maisons de sable posées deux, deux et une en pointe, ouvertes d'or, au 2e coupé au I d'azur à l'ancre d'argent liée d'une gumène au naturel, au II de sinople à la tour de phare ancien au naturel, maçonnée de sable, mouvant d'une mer d'azur agitée d'argent. |
| Blason à dessiner | Détails | Adopté en 2004. |